# Marie Cantacuzène (1820-1898)
Ne doit pas être confondu avec Marie Cantacuzène.
Marie Cantacuzène, née le 20 juillet 1820 et morte le 29 aout 1898, est une princesse roumaine.
Modèle, muse, elle a été la compagne puis l’épouse du peintre Pierre Puvis de Chavannes.

## Biographie
Elle est l'aînée des trois enfants du prince Nicolas Cantacuzène, grand trésorier de Moldavie, et de son épouse, née princesse Pulcheria Sturdza. Elle reçoit une éducation catholique dans un milieu libéral et francophile, parlant couramment le français.
En 1836, alors qu'elle a seize ans, elle est mariée à Gheorghe Stratulat, un boyard moldave, dont elle se sépare rapidement. Elle épouse un peu plus tard un cousin, Alexandru Cantacuzène-Deleanu (en), plusieurs fois ministre. Les époux se séparent, sans toutefois divorcer.
Favorable aux idées progressistes, elle entretient par la suite des relations amicales avec le révolutionnaire Nicolae Bălcescu, sans que l'on puisse dire avec certitude la nature de ses liens, ainsi qu'avec le poète et diplomate Vasile Alecsandri.

Après 1850, elle vit chez son père entre Paris et Biarritz, et en 1854 son frère Vasile lui présente Théodore Chassériau, avec lequel elle va entretenir une relation tumultueuse pendant les deux années précédant la mort du peintre. Il brosse plusieurs portraits d'elle et connaît également son père. 

« Si elle n'est particulièrement jolie femme, sa physionomie est très intéressante avec ses lourds cheveux en bandeaux ondulés, ses beaux yeux doux et graves, sa petite bouche fraîche et bonne, son visage allongé et amaigri, son air pensif, la distinction de toute sa personne et sa grâce un peu mélancolique. »

Puvis de Chavannes fait sa connaissance à l'atelier de Chassériau et leur liaison va débuter vers 1856, pour se poursuivre pendant plus de quarante ans et finir par un mariage l'année même de leur mort en 1898.
Elle lui voua une véritable passion et sut respecter la liberté à laquelle Puvis de Chavannes était attaché. Tous les jours, il descendait de son atelier de Pigalle, lui rendre visite dans son appartement du no 89 de l'avenue de Villiers. Lorsqu'il eut son deuxième atelier à Neuilly-sur-Seine, elle le raccompagnait jusqu'à celui-ci. Elle eut une influence considérable sur lui, devenant sa compagne, sa collaboratrice, son inspiratrice.

## Modèle
Elle a posé pour :
- La Vierge de L'Adoration des bergers[3] par Chassériau, vers 1855.
- La Vierge dans L'Adoration des Mages, dessin de Chassériau, conservé au Cabinet des estampes du musée du Louvre, 1856.
- Elle figure également sur certaines études aux côtés des élèves de Chassériau[4]
- Pierre Puvis de Chavannes :

Il fait d'elle en 1883 un portrait conservé au musée des beaux-arts de Lyon. Elle lui sert également de modèle pour la Salomé de la Décollation de saint Jean-Baptiste, pour Radegonde de l'Hôtel de ville de Poitiers, et pour la Sainte Geneviève du Panthéon de Paris. Il a fait de très nombreux croquis d'elle dans une attitude pensive qui lui était familière.
Elle inspira également le sculpteur Paul Landowski en 1928 pour sa Sainte Geneviève, placée au-dessus du pont de la Tournelle à Paris.